# Polgármester-választások Ivándárdán
1990 és 2019 között nyolc polgármester-választást tartottak Ivándárdán.
A nyolc választás során három polgármester nyerte el a választók többségének bizalmát. 2010 óta Deák József a Baranya megyei község első embere.
A választási részvétel 2010-ig 70-85% között mozgott, azóta nem érte el a 45%-ot. Úgyszintén 2010-ig mindig több jelölt állt rajtvonalhoz, míg az utóbbi két választáson csak egyetlen egy.

## Háttér
A két és félszáz fős település Baranya megye déli részén, közvetlenül az országhatár mentén fekszik. A megyén belül többször változott a körzeti hovatartozása, 2013 óta a Mohácsi járás része.
1965-től a Ivándárda a környékbeli Sárok, Bezedek és Lippó községekkel közös tanácsot alkotott. A tanács székhelye a legnépesebb Lippón volt. A hetvenes-nyolcvanas évek fordulóján Mészáros Károly volt a közös tanács elnöke.

### Alapadatok
| Év   | Jelöltek | Részvétel |
| ---- | -------- | --------- |
| 1994 | 3        | 79%       |
| 1998 | 3        | 83%       |
| 2002 | 2        | 76%       |
| 2006 | 5        | 84%       |
| 2010 | 3        | 78%       |
| 2014 | 1        | 44%       |
| 2019 | 1        | 43%       |

Az önkormányzati választásokon 2010-ig 70% és 85% között mozgott a részvételi hajlandóság, utána viszont 45% alá esett le. 2010-ig mindig több jelölt indult a választásokon, volt olyan eset is, hogy öten, míg 2014 óta csak egy jelölt mérettette meg magát. (Az 1990-es választásokról nem állnak rendelkezésre részletes adatok.)
A település lakóinak a száma 310 és 240 között mozgott és lényegében választásról-választásra csökkent. A község lélekszámából fakadóan a képviselő-testület létszáma előbb 5 fős volt, majd a 2010-es önkormányzati reformot követően 4 fős lett. A választójogosultak száma szintén csökkenő irányt mutat, 1998-ban 230 fölött, 2019-ben pedig 200 közelében járt.
Időközi polgármester-választásra nem került sor.
| 1990 | szept.30. | 308 | (nincs adat) | (nincs adat) | (nincs adat) | (nincs adat) |
| 1994 | dec.11.   | 288 | −20          | 223          | 176          | 78,9%        |
| 1998 | okt.18.   | 292 | 4            | 232          | 192          | 82,8%        |
| 2002 | okt.20.   | 272 | −20          | 218          | 165          | 75,7%        |
| 2006 | okt.1.    | 264 | −8           | 223          | 188          | 84,3%        |
| 2010 | okt.3.    | 253 | −11          | 208          | 163          | 78,4%        |
| 2014 | okt.12.   | 245 | −8           | 206          | 91           | 44,2%        |
| 2019 | okt.13.   |     |              | 202          | 87           | 43,1%        |

## Választások
| \| 1990 \| |                                         |          |                 |
| Jelölt     | Jelölt                                  | Szavazat | Szavazat        |
|            | Moór János –                            | n.a.     | n.a.            |
|            | {{{jelölt2}}} –                         |          | {{{százalék2}}} |
|            | {{{jelölt3}}} –                         |          | {{{százalék3}}} |
|            | {{{jelölt4}}} –                         |          | {{{százalék4}}} |
|            | {{{jelölt5}}} –                         |          | {{{százalék5}}} |
|            | {{{jelölt6}}} –                         |          | {{{százalék6}}} |
|            | {{{jelölt7}}} –                         |          | {{{százalék7}}} |
|            | {{{jelölt8}}} –                         |          | {{{százalék8}}} |
|            | {{{jelölt9}}} –                         |          | {{{százalék9}}} |
|            | további jelöltekről nincs elérhető adat |          |                 |
|            |                                         |          |                 |
| 1990       |                                         |          |                 |

| \| 1994 \| \| Részvétel: 79% \| |                   |                |                 |
| Jelölt                          | Jelölt            | Szavazat       | Szavazat        |
|                                 | Moór János –      | 81             | 46,0%           |
|                                 | Toronicza János – | 79             | 44,9%           |
|                                 | Lőrincz László –  | 16             | 9,1%            |
|                                 | {{{jelölt4}}} –   |                | {{{százalék4}}} |
|                                 | {{{jelölt5}}} –   |                | {{{százalék5}}} |
|                                 | {{{jelölt6}}} –   |                | {{{százalék6}}} |
|                                 | {{{jelölt7}}} –   |                | {{{százalék7}}} |
|                                 | {{{jelölt8}}} –   |                | {{{százalék8}}} |
|                                 | {{{jelölt9}}} –   |                | {{{százalék9}}} |
|                                 |                   |                |                 |
|                                 |                   |                |                 |
| 1994                            |                   | Részvétel: 79% |                 |

| \| 1998 \| \| Részvétel: 83% \| |                          |                |                 |
| Jelölt                          | Jelölt                   | Szavazat       | Szavazat        |
|                                 | Toronicza János Sándor – | 135            | 71,1%           |
|                                 | Lovas Józsefné –         | 52             | 27,4%           |
|                                 | Borsics József –         | 3              | 1,6%            |
|                                 | {{{jelölt4}}} –          |                | {{{százalék4}}} |
|                                 | {{{jelölt5}}} –          |                | {{{százalék5}}} |
|                                 | {{{jelölt6}}} –          |                | {{{százalék6}}} |
|                                 | {{{jelölt7}}} –          |                | {{{százalék7}}} |
|                                 | {{{jelölt8}}} –          |                | {{{százalék8}}} |
|                                 | {{{jelölt9}}} –          |                | {{{százalék9}}} |
|                                 |                          |                |                 |
|                                 |                          |                |                 |
| 1998                            |                          | Részvétel: 83% |                 |

| \| 2002 \| \| Részvétel: 76% \| |                   |                |                 |
| Jelölt                          | Jelölt            | Szavazat       | Szavazat        |
|                                 | Toronicza János – | 143            | 90,5%           |
|                                 | Borsics József –  | 15             | 9,5%            |
|                                 | {{{jelölt3}}} –   |                | {{{százalék3}}} |
|                                 | {{{jelölt4}}} –   |                | {{{százalék4}}} |
|                                 | {{{jelölt5}}} –   |                | {{{százalék5}}} |
|                                 | {{{jelölt6}}} –   |                | {{{százalék6}}} |
|                                 | {{{jelölt7}}} –   |                | {{{százalék7}}} |
|                                 | {{{jelölt8}}} –   |                | {{{százalék8}}} |
|                                 | {{{jelölt9}}} –   |                | {{{százalék9}}} |
|                                 |                   |                |                 |
|                                 |                   |                |                 |
| 2002                            |                   | Részvétel: 76% |                 |

| \| 2006 \| \| Részvétel: 84% \| |                          |                |                 |
| Jelölt                          | Jelölt                   | Szavazat       | Szavazat        |
|                                 | Toronicza János Sándor – | 84             | 44,9%           |
|                                 | Moór Róbert –            | 70             | 37,4%           |
|                                 | Frőhling Györgyné –      | 16             | 8,6%            |
|                                 | Lovas Szilveszter –      | 14             | 7,5%            |
|                                 | Borsics József –         | 3              | 1,6%            |
|                                 | {{{jelölt6}}} –          |                | {{{százalék6}}} |
|                                 | {{{jelölt7}}} –          |                | {{{százalék7}}} |
|                                 | {{{jelölt8}}} –          |                | {{{százalék8}}} |
|                                 | {{{jelölt9}}} –          |                | {{{százalék9}}} |
|                                 |                          |                |                 |
|                                 |                          |                |                 |
| 2006                            |                          | Részvétel: 84% |                 |

| \| 2010 \| \| Részvétel: 78% \| |                          |                |                 |
| Jelölt                          | Jelölt                   | Szavazat       | Szavazat        |
|                                 | Deák József –            | 100            | 61,3%           |
|                                 | Toronicza János Sándor – | 47             | 28,8%           |
|                                 | Földesi Krisztina –      | 16             | 9,8%            |
|                                 | {{{jelölt4}}} –          |                | {{{százalék4}}} |
|                                 | {{{jelölt5}}} –          |                | {{{százalék5}}} |
|                                 | {{{jelölt6}}} –          |                | {{{százalék6}}} |
|                                 | {{{jelölt7}}} –          |                | {{{százalék7}}} |
|                                 | {{{jelölt8}}} –          |                | {{{százalék8}}} |
|                                 | {{{jelölt9}}} –          |                | {{{százalék9}}} |
|                                 |                          |                |                 |
|                                 |                          |                |                 |
| 2010                            |                          | Részvétel: 78% |                 |

| \| 2014 \| \| Részvétel: 44% \| |                 |                |                 |
| Jelölt                          | Jelölt          | Szavazat       | Szavazat        |
|                                 | Deák József –   | 86             | 100%            |
|                                 | {{{jelölt2}}} – |                | {{{százalék2}}} |
|                                 | {{{jelölt3}}} – |                | {{{százalék3}}} |
|                                 | {{{jelölt4}}} – |                | {{{százalék4}}} |
|                                 | {{{jelölt5}}} – |                | {{{százalék5}}} |
|                                 | {{{jelölt6}}} – |                | {{{százalék6}}} |
|                                 | {{{jelölt7}}} – |                | {{{százalék7}}} |
|                                 | {{{jelölt8}}} – |                | {{{százalék8}}} |
|                                 | {{{jelölt9}}} – |                | {{{százalék9}}} |
|                                 |                 |                |                 |
|                                 |                 |                |                 |
| 2014                            |                 | Részvétel: 44% |                 |

| \| 2019 \| \| Részvétel: 43% \| |                 |                |                 |
| Jelölt                          | Jelölt          | Szavazat       | Szavazat        |
|                                 | Deák József –   | 83             | 100%            |
|                                 | {{{jelölt2}}} – |                | {{{százalék2}}} |
|                                 | {{{jelölt3}}} – |                | {{{százalék3}}} |
|                                 | {{{jelölt4}}} – |                | {{{százalék4}}} |
|                                 | {{{jelölt5}}} – |                | {{{százalék5}}} |
|                                 | {{{jelölt6}}} – |                | {{{százalék6}}} |
|                                 | {{{jelölt7}}} – |                | {{{százalék7}}} |
|                                 | {{{jelölt8}}} – |                | {{{százalék8}}} |
|                                 | {{{jelölt9}}} – |                | {{{százalék9}}} |
|                                 |                 |                |                 |
|                                 |                 |                |                 |
| 2019                            |                 | Részvétel: 43% |                 |

| Áttekintő táblázat | Áttekintő táblázat         | Áttekintő táblázat         | Áttekintő táblázat         | Áttekintő táblázat | Áttekintő táblázat | Áttekintő táblázat | Áttekintő táblázat |
| Év                 | Megválasztott polgármester | Megválasztott polgármester | Megválasztott polgármester | Szavazat           | Szavazat           | Előny a 2. előtt   | Előny a 2. előtt   |
| Év                 | név                        | szervezet                  | szervezet                  | db                 | érv.%              | db                 | %                  |
| ------------------ | -------------------------- | -------------------------- | -------------------------- | ------------------ | ------------------ | ------------------ | ------------------ |
| 1990               | Moór János                 |                            | –                          | (nincs adat)       | (nincs adat)       | (nincs adat)       | (nincs adat)       |
| 1994               | Moór János                 |                            | –                          | 81                 | 46,0%              | +2                 | +1%                |
| 1998               | Toronicza János            |                            | –                          | 135                | 71,1%              | +83                | +44%               |
| 2002               | Toronicza János            |                            | –                          | 143                | 90,5%              | +128               | +81%               |
| 2006               | Toronicza János            |                            | –                          | 84                 | 44,9%              | +14                | +7%                |
| 2010               | Deák József                |                            | –                          | 100                | 61,3%              | +53                | +33%               |
| 2014               | Deák József                |                            | –                          | 86                 | 100,0%             | –                  | –                  |
| 2019               | Deák József                |                            | –                          | 83                 | 100,0%             | –                  | –                  |

| 1990 | n.a. | ? | (nincs adat) | (nincs adat) | (nincs adat) |
| 1994 | 3    | ✓ | 79%          | 176          | 0,0%         |
| 1998 | 3    | ✗ | 83%          | 190          | 1,0%         |
| 2002 | 2    | ✓ | 76%          | 158          | 4,2%         |
| 2006 | 5    | ✓ | 84%          | 187          | 0,5%         |
| 2010 | 3    | ✓ | 78%          | 163          | 0,0%         |
| 2014 | 1    | ✓ | 44%          | 86           | 5,5%         |
| 2019 | 1    | ✓ | 43%          | 83           | 4,6%         |

| Összehasonlító táblázat (1994-től) | Összehasonlító táblázat (1994-től) | Összehasonlító táblázat (1994-től) | Összehasonlító táblázat (1994-től) | Összehasonlító táblázat (1994-től) | Összehasonlító táblázat (1994-től) | Összehasonlító táblázat (1994-től) | Összehasonlító táblázat (1994-től) | Összehasonlító táblázat (1994-től) |
| Év                                 | Polgármester-jelölt                | Polgármester-jelölt                | Polgármester-jelölt                | #.                                 | Szavazat                           | Szavazat                           | Szavazat                           | Szavazat                           |
| Év                                 | név                                | szervezet                          | szervezet                          | #.                                 | db                                 | jogosultak arányában               | szavazók arányában                 | érvényes szavazatok arányában      |
| ---------------------------------- | ---------------------------------- | ---------------------------------- | ---------------------------------- | ---------------------------------- | ---------------------------------- | ---------------------------------- | ---------------------------------- | ---------------------------------- |
| 1994                               | Moór János                         |                                    | –                                  | 1.                                 | 81                                 | 36,3%                              | 46,0%                              | 46,0%                              |
| 1994                               | Toronicza János                    |                                    | –                                  | 2.                                 | 79                                 | 35,4%                              | 44,9%                              | 44,9%                              |
| 1994                               | Lőrincz László                     |                                    | –                                  | 3.                                 | 16                                 | 7,2%                               | 9,1%                               | 9,1%                               |
| 1998                               | Toronicza János Sándor             |                                    | –                                  | 1.                                 | 135                                | 58,2%                              | 70,3%                              | 71,1%                              |
| 1998                               | Lovas Józsefné                     |                                    | –                                  | 2.                                 | 52                                 | 22,4%                              | 27,1%                              | 27,4%                              |
| 1998                               | Borsics József                     |                                    | –                                  | 3.                                 | 3                                  | 1,3%                               | 1,6%                               | 1,6%                               |
| 2002                               | Toronicza János                    |                                    | –                                  | 1.                                 | 143                                | 65,6%                              | 86,7%                              | 90,5%                              |
| 2002                               | Borsics József                     |                                    | –                                  | 2.                                 | 15                                 | 6,9%                               | 9,1%                               | 9,5%                               |
| 2006                               | Toronicza János Sándor             |                                    | –                                  | 1.                                 | 84                                 | 37,7%                              | 44,7%                              | 44,9%                              |
| 2006                               | Moór Róbert                        |                                    | –                                  | 2.                                 | 70                                 | 31,4%                              | 37,2%                              | 37,4%                              |
| 2006                               | Frőhling Györgyné                  |                                    | –                                  | 3.                                 | 16                                 | 7,2%                               | 8,5%                               | 8,6%                               |
| 2006                               | Lovas Szilveszter                  |                                    | –                                  | 4.                                 | 14                                 | 6,3%                               | 7,4%                               | 7,5%                               |
| 2006                               | Borsics József                     |                                    | –                                  | 5.                                 | 3                                  | 1,3%                               | 1,6%                               | 1,6%                               |
| 2010                               | Deák József                        |                                    | –                                  | 1.                                 | 100                                | 48,1%                              | 61,3%                              | 61,3%                              |
| 2010                               | Toronicza János Sándor             |                                    | –                                  | 2.                                 | 47                                 | 22,6%                              | 28,8%                              | 28,8%                              |
| 2010                               | Földesi Krisztina                  |                                    | –                                  | 3.                                 | 16                                 | 7,7%                               | 9,8%                               | 9,8%                               |
| 2014                               | Deák József                        |                                    | –                                  | 1.                                 | 86                                 | 41,7%                              | 94,5%                              | 100,0%                             |
| 2019                               | Deák József                        |                                    | –                                  | 1.                                 | 83                                 | 41,1%                              | 95,4%                              | 100,0%                             |

## Polgármesterek
| 1990-'94   | 1994-'98   | 1998-'02        | 2002-'06        | 2006-'10        | 2010-'14    | 2014-'19    | 2019-       |
| ---------- | ---------- | --------------- | --------------- | --------------- | ----------- | ----------- | ----------- |
| Moór János | Moór János | Toronicza János | Toronicza János | Toronicza János | Deák József | Deák József | Deák József |
|            |            |                 |                 |                 |             |             |             |
| –          | –          | –               | –               | –               | –           | –           | –           |
|            |            |                 |                 |                 |             |             |             |